# 164. leichte Infanterie-Division
La 164ª leichte Infanterie-Division fu una divisione tedesca inizialmente approntata per compiti d'addestramento, per poi diventare durante l'occupazione di Creta una divisione da fortezza ed infine una divisione motorizzata. Ha combattuto nello scacchiere del Mediterraneo durante la seconda guerra mondiale.

## Storia
Originariamente creata il 27 novembre 1939 a Truppenübungsplatz Königsbrück vicino a Dresda in qualità di formazione di riserva delle unità impiegate nella campagna di Polonia, la divisione, nel gennaio 1940, raggiunse il completamento degli effettivi grazie all'aggiunta di tre battaglioni di riserva. Venne impiegata per il presidio di Creta dopo la sua occupazione, per diventare Festung-Division Kreta, ossia Divisione fortezza Creta. Nel luglio 1942 ricevette l'ordine di recarsi in Africa dove sarebbe diventata il nucleo della 164. Leichte-Afrika Division (164ª divisione leggera Afrika), mentre all'occupazione dell'isola greca fu assegnata all'unità Festung-Brigade Kreta.
La 164. si trasferì quindi in Tunisia, venendo subito inviata al fronte per soccorrere la 90. leichte Afrika-Division, duramente impegnata contro gli anglo-americani sbarcati in Africa nell'ambito dell'operazione Torch. Entrò poi in azione alla vigilia della seconda battaglia di El Alamein, durante la massiccia offensiva della 8ª Armata nel novembre 1942. Percorse tutte le fasi della ritirata combattendo fino alla resa finale in Tunisia, subendo gravi perdite fino a quando le unità sopravvissute furono distribuite tra le divisioni corazzate.
La 164. rimase di stanza a Tripoli fino al dicembre 1942, quando fu inviata a Buerat per costruire installazioni difensive, e si arrese alle forze del generale Bernard Montgomery il 13 maggio 1943, quando l'attacco inglese alla linea Mareth sfondò le deboli linee italo-tedesche e costrinse alla resa molte unità nemiche, compresa la 164. leichte-Division.

## Denominazioni
| Nome                          | dal              | fino a          |
| ----------------------------- | ---------------- | --------------- |
| 164. Lehr Infanterie-Division | 27 novembre 1939 | 10 gennaio 1942 |
| Festungs-Division "Kreta"     | 10 gennaio 1942  | 15 agosto 1942  |
| 164. leichte Afrika-Division  | 15 agosto 1942   | 30 giugno 1943  |

## Struttura
| Luogo       | Periodo             |
| Germania    | gen 1940 - mag 1940 |
| Francia     | giu 1940 - gen 1941 |
| Romania     | gen 1941 - mar 1941 |
| Balcani     | mar 1941 - nov 1941 |
| Creta       | nov 1941 - lug 1942 |
| Nord Africa | lug 1942 - mag 1943 |

164. Lehr Infanterie-Division: 1939
- Stab (quartier generale)
- Infanterie-Regiment 382 (reggimento fanteria)
- Infanterie-Regiment 433
- leichte Artillerie-Abteilung 220 (battaglione artiglieria leggero)

164. Lehr Infanterie-Division: 1940
- Stab
- Infanterie-Regiment 382
- Infanterie-Regiment 433
- Infanterie-Regiment 440
- Artillerie-Regiment 220
- Feldersatz-Bataillon 220 (battaglione rimpiazzi)
- Panzerabwehr-Abteilung 220 (battaglione anticarro)
- Pionier-Bataillon 220 (battaglione genio militare)
- Infanterie-Divisions-Nachrichten-Abteilung 220 (battaglione trasmissioni della divisione)

Festungs-Division "Kreta"
- Stab
- Infanterie-Regiment 382
- Infanterie-Regiment 433
- Infanterie-Regiment 440
- Artillerie-Regiment 220

164. leichte Afrika-Division
- Stab
- Panzergrenadier-Regiment 125 (reggimento panzergrenadier)
- Panzergrenadier-Regiment 382
- Panzergrenadier-Regiment 433
- Artillerie-Regiment 220 (mot.) (reggimento artiglieria motorizzata)
- Aufklärungs-Abteilung 220 (mot.) (battaglione da ricognizione motorizzato, in creazione)
- Pionier-Bataillon 220 (mot.)
- Nachrichten-Kompanie 220 (mot.)

## Comandanti
| Grado                             | Nome                    | Dal              | Fino a           |
| --------------------------------- | ----------------------- | ---------------- | ---------------- |
| Oberst, poi Generalmajor          | Konrad Haase            | 1º dicembre 1939 | 10 gennaio 1940  |
| Generalmajor, poi Generalleutnant | Josef Folttmann         | 10 gennaio 1940  | 10 agosto 1942   |
| Oberst, poi Generalmajor          | Carl-Hans Lungershausen | 10 agosto 1942   | 1º dicembre 1942 |
| Oberst                            | Siegfried Westphal      | 1º dicembre 1942 | 29 dicembre 1942 |
| Generalmajor                      | Carl Hans Lungershausen | 29 dicembre 1942 | 15 gennaio 1943  |
| Oberst, poi Generalmajor          | Kurt von Liebenstein    | 15 gennaio 1943  | 17 febbraio 1943 |
| Generalmajor                      | Fritz Krause            | 17 febbraio 1943 | 13 marzo 1943    |
| Generalmajor                      | Kurt von Liebenstein    | 13 marzo 1943    | 12 maggio 1943   |